# May Alix
May Alix, parfois appelée Mae Alix, est une vocaliste de jazz et de blues, née le 31 août 1902 à Chicago (Illinois) où elle est décédée le 1er novembre 1983.
Elle commença à se produire en accompagnatrice dès les années 1930, notamment aux côtés de Jimmy Noone, et a participé à divers enregistrements de Louis Armstrong (« and His Hot Five ») et du « Jimmy Noone Apex Orchestra ».
Par ailleurs, elle était amie de la grande chanteuse Alberta Hunter et, pour des raisons qui restent à éclaircir, lui a permis de signer ponctuellement, sous sa propre identité de « May Alix », plusieurs contrats avec des firmes discographiques.